# Dixit
Dixit és un joc de taula on l'objectiu és endevinar una carta a partir de pistes que es donen en forma de frase o narració (d'aquí el títol del joc). Dixit ha guanyat nombrosos guardons, entre ells el Juego del año en España en l'edició de 2009 i el Spiel des Jahres de 2010. Està publicat en versió catalana per Devir.
El narrador escull una de les seves sis cartes i, sense que ningú la vegi, diu alguna cosa. Després cada jugador tria una carta i es barregen totes sense que ningú vegi de qui és cada carta. Per torns els jugadors aposten quina creuen que és la carta del narrador. Aquest guanya la ronda si algú, però no tothom, endevina quina era la carta. Per tant, la dificultat del joc radica en donar pistes de dificultat equilibrada, per evitar que tothom ho endevini o que no ho endevini ningú. Els altres jugadors obtenen punts si encerten la carta del narrador i si algú ha apostat per la seva carta.
Les cartes contenen dibuixos que poden admetre diverses històries relacionades i amb les ampliacions es poden adquirir noves cartes per tal de fer que cada partida sigui diferent. De moment s'han editat 427 cartes. En 2011 es va elaborar una app per iOS.